# Hellebeuk
Hellebeuk is een buurtschap bij Klimmen in de gemeente Voerendaal, in het zuiden van de Nederlandse provincie Limburg. Tot 1982 viel deze onder de voormalige gemeente Klimmen. De buurtschap telt (in 2023) ongeveer 80 inwoners.
Hellebeuk ligt ongeveer een kilometer ten westen van Klimmen op de noordelijke helling van het Hekerbeekdal naar het Centraal Plateau. De buurtschap is gesitueerd langs één straat: de Hellebeukerweg. Hier is het vakantiepark Domein Hellebeuk gelegen. Enkele recreatiewoningen op dit park worden permanent bewoond. Buiten het park bevinden zich slechts drie woningen. Qua adressering valt de buurtschap volledig onder de woonplaats Klimmen.
Hellebeuk wordt aangedaan door beide varianten van de Mergellandroute. De Hellebeukerweg is een populaire beklimming in de wielersport met een hellingspercentage van 10%.
Dorpen: Klimmen · Kunrade · Ransdaal · Ubachsberg · Voerendaal

Gehuchten: Colmont · Craubeek · Fromberg · Mingersborg · Retersbeek · Termaar · Weustenrade · Winthagen

Buurtschappen: Barrier · Dolberg · Hellebeuk · Koulen · Kruishoeve · Kunderberg · Lubosch · Opscheumer · Overheek · Termoors · Terveurt

Limburg: Steden en dorpen      Nederland: Provincies · Gemeenten